# Mountain View (hrabstwo Uinta)
Mountain View – miasto w Stanach Zjednoczonych, w stanie Wyoming, w hrabstwie Uinta.